# ナラーティワートラーチャナカリン
ナラーティワートラーチャナカリン王女（カンラヤーニワッタナー王女とも、 สมเด็จพระเจ้าพี่นางเธอ เจ้าฟ้ากัลยาณิวัฒนา กรมหลวงนราธิวาสราชนครินทร์ 、1923年5月6日 - 2008年1月2日）はタイ国王、ラーマ8世（アーナンタ王）、ラーマ9世（プーミポン王）の姉である。

## 伝記
当時、王位とはほど遠かったソンクラーナカリン王子とシーナカリン王太后の最初の子供として誕生する。父はチャオファー位であったが母親が平民のため、上級の王族としては最下位のモムチャオ位の王族として生まれたが、後継者不足に悩まされていたラーマ7世（プラチャーティポック）によって、1927年11月8日、アーナンタマヒドンやプーミポンアドゥンラヤデートらと共にプラオンチャオ位に格上げされた。また、アーナンタマヒドンのラーマ8世への即位の後、1935年7月10日に国王の姉としての称号「ソムデットプラチャオピーナーントゥーチャオファー（チャオファー位）」にラーマ8世によって格上げされた。
1944年7月22日にアラーム・ラッタナクン・セーリールーンリット大佐と結婚し、王族籍は無くなった。この夫とは娘を一人もうけたが後に離婚した。その後、王族の外戚として精力的に活動し、1950年3月25日、ラーマ9世によって王族籍が復帰させられた。また、1969年9月24日にはワラーナンタワット王子（チュタートゥットタラーディロック王子の息子）と結婚している。1995年にはクロムに叙され、「クロマルワン・ナラーティワートラーチャナカリン」の称号が与えられた。
フランス語に通じており、タイ国内の大学でフランス語文学について教鞭をとっていたこともある。また、亡きシーナカリン王太后のロイヤル・プロジェクトの多くのパトロンでもある。
2007年6月15日、腹痛によりバンコクのシリラート病院に入院し、ガンと診断され、そのまま入院をして養生していた。その後の2007年10月、脳動脈の閉塞により脳の左部が梗塞を起こしていると王室により発表された。

同年10月、ラーマ9世は右半身の虚脱を感じ、同じくシリラート病院で治癒を受けた。王室の発表によれば、これは脳における血液不足が原因で起こる症状である。このためラーマ9世は10月13日に入院し、11月7日に退院した。。その後、ラーマ9世は何度も姉の見舞いにシリラート病院を訪れていた。12月14日、王室はナラーティワート王女の病状を発表した。それによると王女はますます疲れ果てていき、反応も少なくなったとしていた。
2008年1月2日、王室は王女の死去について発表した。それによると、2008年1月1日火曜日の夜に状態が急激に悪化し、翌日の水曜日午前2時54分に死亡が確認された。 彼女の死より100日間喪中期間となった。スラユット暫定首相は内閣も100日間喪服を着て過ごすことを発表し、政府官僚や関係機関には15日の間喪服を着ることを要請した。